# トランシリアンN線
N線（エヌせん、フランス語: Ligne N）は、フランス国鉄（SNCF）によって運営されているフランスの首都パリとその大都市圏（イル＝ド＝フランス地域圏）で運行されているトランシリアンの路線である。パリ市内南部のパリ＝モンパルナス駅から、パリ近郊北部のマント＝ラ＝ジョリー駅、ドルー駅、ランブイエ駅までを東西に結ぶ。1840年に開業。

## 概要
パリのモンパルナス駅からヴェルサイユを通り、マント＝ラ＝ジョリー、ドルー、ランブイエを結ぶ。
路線のほぼ全域がイル＝ド＝フランス地域圏にあるため、イル＝ド＝フランス・モビリテ（IdFM）の管轄下にあるが、ドルー方面のマルシェゼ ＝ブルエ駅以遠の地域はサントル＝ヴァル・ド・ロワール地域圏にあり、管轄外となっている。

N線の路線図